# Пруит Тејлор Винс
Пруит Тејлор Винс (енгл. Pruitt Taylor Vince; Батон Руж, Луизијана, 5. јул 1960) амерички је филмски, позоришни и телевизијски глумац. Постао је познат по улогама у филмовима Стидљиви људи (1987) и Мисисипи у пламену (1988). Појавио се и у филмовима Црвено усијање (1988), Џејкобова лествица кошмара (1990), Ничија будала (1994), Тешки (1995), Лепе девојке (1996), Легенда о 1900 (1998), Симона (2002), Идентитет (2003), Константин (2005), Готи (2018) и Кућица за птице (2018).